# 佐藤誠治
佐藤 誠治（さとう せいじ　1912年 - 1938年）は、日本の元アマチュア野球選手。栃木県出身。

## 来歴・人物
宇都宮中学（現・栃木県立宇都宮高等学校）から早稲田大学に進み、野球をプレーした。ポジションは遊撃手だったと伝わる。
早大卒業後応召され、中国で従軍。しかし、戦地で病を得て1938年（正確な死没月日は不明）に韓国の龍山陸軍病院で戦病死した。享年26。
東京ドーム内の野球殿堂博物館にある戦没野球人モニュメントに、彼の名が刻まれている。